# Nephodia spissata
Nephodia spissata är en fjärilsart som beskrevs av Paul Dognin 1911. Nephodia spissata ingår i släktet Nephodia och familjen mätare. Inga underarter finns listade i Catalogue of Life.